# Lijst van rijksmonumenten in Reuver
De plaats Reuver telt 10 inschrijvingen in het rijksmonumentenregister. Hieronder een overzicht.
| Object | Oorspronkelijke functie?  | Bouwjaar                                  | Architect         | Locatie                          | Coördinaten?                 | Nr.?   | Afbeelding                               |
| --- | ------------------------- | ----------------------------------------- | ----------------- | -------------------------------- | ---------------------------- | ------ | ---------------------------------------- |
| Heilig Hartbeeld | Straatmeubilair           | 1925                                      | August Falise     | Pastoor Vranckenlaan tegenover 6 | 51° 17' 9" NB, 6° 4' 40" OL  | 526206 | Meer afbeeldingen                        |
| Bergerhof | Boerderij                 | ca. 1860                                  |                   | Bergerhofweg 15                  | 51° 16' 31" NB, 6° 5' 14" OL | 526207 | Meer afbeeldingen                        |
| Kasteel Waterloo | Kasteel, buitenplaats     | 1922 (bouw) 1925 (verbouwing)             | C. en J. Franssen | Waterloseweg 12                  | 51° 15' 22" NB, 6° 3' 41" OL | 526209 | Upload foto                              |
| Boerenhuis met ankerjaartal | Boerderij                 | 1776                                      |                   | Ronkenstein 2                    | 51° 17' 34" NB, 6° 5' 43" OL | 8880   | Boerenhuis met ankerjaartal              |
| Boerenhuis met ankerjaartal. Molenvijver | Boerderij                 | 1777                                      |                   | Ronkenstein 3                    | 51° 17' 34" NB, 6° 5' 44" OL | 8881   | Boerenhuis met ankerjaartal. Molenvijver |
| Boerenhuis met wolfdak | Boerderij                 | 19e eeuw                                  |                   | Ronkenstein 7                    | 51° 17' 35" NB, 6° 5' 43" OL | 8882   | Boerenhuis met wolfdak                   |
| Ronckensteinsmolen: voormalige watermolen op de Schelkensbeek, thans woonhuis. Gebouw van baksteen met vakwerkgevel en schilddak                                               | Industrie- en poldermolen | 1761 (bouw) 1950 (buiten gebruik genomen) |                   | Ronkenstein 9                    | 51° 17' 35" NB, 6° 5' 46" OL | 8883   | Meer afbeeldingen                        |
| Sint-Lambertuskerk | Kerk en kerkonderdeel     | 1878-1880                                 | J.Kayser          | Karel Doormanlaan 2              | 51° 17' 5" NB, 6° 4' 41" OL  | 8884   | Meer afbeeldingen                        |
| De Schans, gelegen aan het eind van de St. Barbarastraat te Reuver. Vierkant zandveldwerk met hoekbastions, geheel begroeid met kreupelhout. Ook bekend als de Benthemerschans | Omwalling                 | mogelijk 17e eeuw                         |                   | Berkenweg bij 2A                 | 51° 17' 27" NB, 6° 4' 36" OL | 8886   | Upload foto                              |
| Sint-Lambertuskapel | Kapel                     | 1845 (hersteldatum)                       |                   | Sint Lambertusweg bij 38         | 51° 17' 9" NB, 6° 3' 55" OL  | 8887   | Meer afbeeldingen                        |